# Синологические фонетические символы
В фонетических описаниях китайских языков встречаются символы, не входящие в стандартный Международный фонетический алфавит.

## Список

### Согласные
Следующие символы созданы на основе ⟨ɕ⟩ и ⟨ʑ⟩ из МФА. Сами ⟨ɕ⟩ и ⟨ʑ⟩ в синологической транскрипции могут использоваться для звуков [ʃ] и [ʒ].
- ⟨ȡ⟩ = [d̠ʲ]
- ⟨ȴ⟩ = [ʎ̟] или [l̠ʲ]
- ⟨ȵ⟩ = [ɲ̟] или [n̠ʲ]
- ⟨ȶ⟩ = [t̠ʲ]

Придыхание в синологической нотации часто обозначается с помощью знака ⟨‘⟩, вместо стандартного для МФА знака ⟨ʰ⟩.

### Гласные
Следующие символы взяты из версии Блоха и Трагера Американской фонетической транскрипции:
- ⟨ᴀ⟩ = [ä]
- ⟨ᴇ⟩ = [e̞]
- ⟨ꭥ⟩ = [o̞]
- ⟨ω⟩ = гласная между [ɔ] и [ɒ].

Следующие символы введены в Алфавите шведских диалектов за авторством Бернхарда Карлгрена, и затем адаптированы им для китайских языков.
- ⟨ɿ⟩ = [ɨ] или [ɹ̩]
- ⟨ʅ ⟩ = [ɨ˞] или [ɻ̩]
- ⟨ʮ⟩ = [ʉ]
- ⟨ʯ ⟩ = [ʉ˞]

### Тоны
Тоны часто обозначаются цифрами, обозначающими высоту голоса (1 для низкого, 5 для высокого), в то время как в МФА приняты знаки для тонов.
- ⟨¹⟩ или ⟨¹¹⟩ = [˩]
- ⟨²⟩ или ⟨²²⟩ = [˨]
- ⟨³⟩ или ⟨³³⟩ = [˧]
- ⟨⁴⟩ или ⟨⁴⁴⟩ = [˦]
- ⟨⁵⟩ или ⟨⁵⁵⟩ = [˥]

Контурные тоны обозначаются двумя цифрами: например, падающий тон от самого высокого уровня голоса до самого низкого обозначается как ⟨⁵¹⟩, что в МФА соответствует [˥˩]. Ровные тоны также часто обозначаются двойными цифрами, чтобы предупредить их интерпретацию как номеров тонов. Номера тонов также используются в синологической нотации, обычно тоны нумеруются по среднекитайскому порядку тонов.